# Джордан Тауншип (округ Лайкомінг, Пенсільванія)
Джордан Тауншип (англ. Jordan Township) — селище (англ. township) в США, в окрузі Лайкомінг штату Пенсільванія. Населення — 850 осіб (2020).

## Демографія
Згідно з переписом 2010 року, у селищі мешкали 863 особи в 346 домогосподарствах у складі 257 родин. Було 443 помешкання
Расовий склад населення:
| - 99,7 % — білих - 0,1 % — чорних або афроамериканців - 0,1 % — азіатів |

До двох чи більше рас належало 0,1 %. Частка іспаномовних становила 0,3 % від усіх жителів.
За віковим діапазоном населення розподілялося таким чином: 21,0 % — особи молодші 18 років, 61,4 % — особи у віці 18—64 років, 17,6 % — особи у віці 65 років та старші. Медіана віку мешканця становила 42,3 року. На 100 осіб жіночої статі у селищі припадало 108,0 чоловіків;  на 100 жінок у віці від 18 років та старших — 104,2 чоловіків також старших 18 років.
Середній дохід на одне домашнє господарство  становив 56 517 доларів США (медіана — 48 750), а середній дохід на одну сім'ю — 61 196 доларів (медіана — 55 385). Медіана доходів становила 38 929 доларів для чоловіків та 28 750 доларів для жінок. За межею бідності перебувало 19,8 % осіб, у тому числі 32,4 % дітей у віці до 18 років та 16,9 % осіб у віці 65 років та старших.
Цивільне працевлаштоване населення становило 455 осіб. Основні галузі зайнятості: виробництво — 18,7 %, освіта, охорона здоров'я та соціальна допомога — 18,2 %, роздрібна торгівля — 11,0 %, транспорт — 9,2 %.